# Białostockie Towarzystwo Esperantystów
Białostockie Towarzystwo Esperantystów (esp. Bjalistoka Esperanto-Societo) – organizacja zarejestrowana 4 grudnia 1991 w Białymstoku.

## Historia

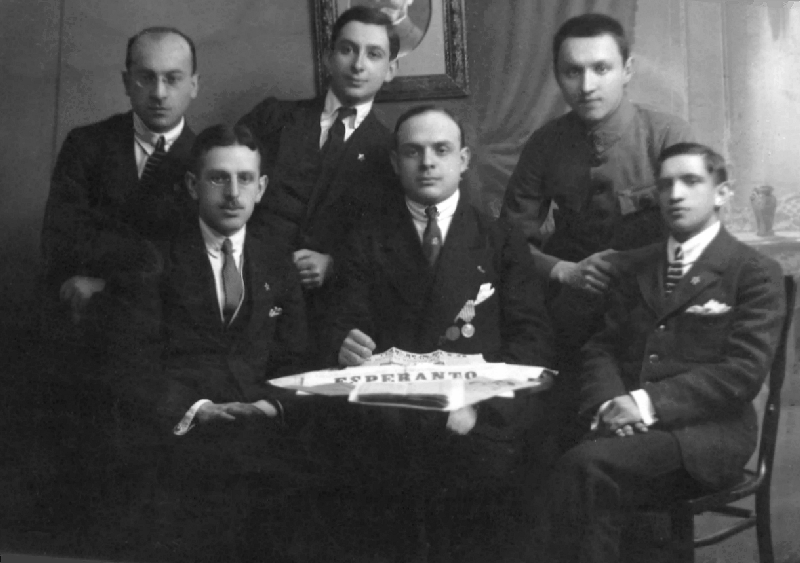
Członkowie Esperanckiego Towarzystwa im. Zamenhofa w latach 20. XX w. Działalność tej organizacji kontynuuje Białostockie Towarzystwo Esperantystów

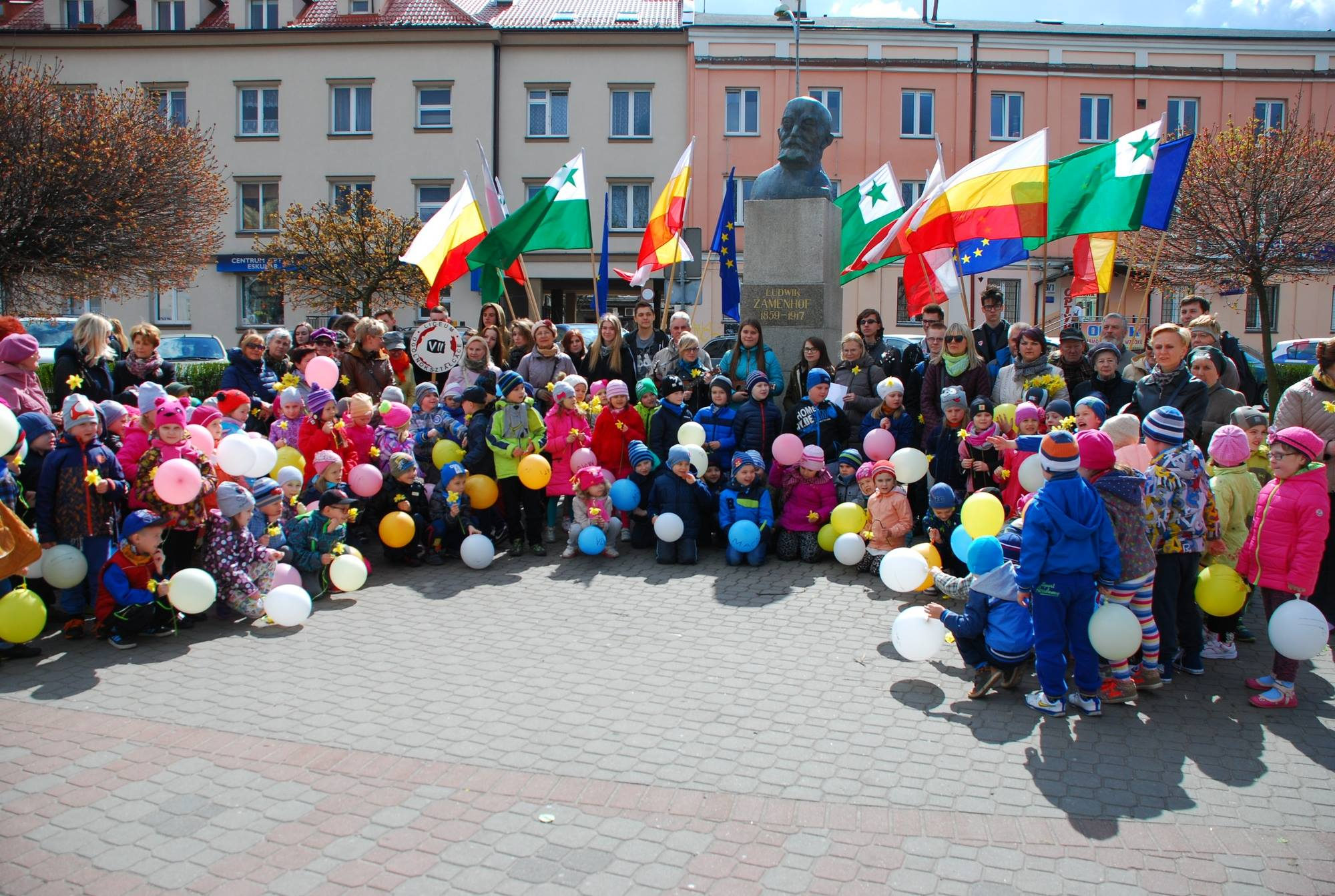
Towarzystwo organizuje spotkania rocznicowe przy pomniku Zamenhofa

BTE kontynuuje tradycje przedwojennego Esperanckiego Towarzystwa im. Zamenhofa, powstałego z inicjatywy Jakuba Szapiro 17 lipca 1922 roku (w 1920 miała miejsce nieudana próba założenia towarzystwa przez Szapiro).
Głównym celem BTE jest propagowanie i nauczanie języka esperanto w Białymstoku i regionie. Co roku w grudniu organizuje ono Białostockie Dni Ludwika Zamenhofa poświęcone pamięci inicjatora języka.
Towarzystwo było współorganizatorem Światowego Kongresu Esperanta w Białymstoku w roku 2009 w 150. rocznicę urodzin Zamenhofa.
Od 2009 roku wolontariusze z towarzystwa organizują spotkania Białostockiej Kawiarni Językowej, gdzie oprócz esperanta można ćwiczyć inne języki.
W maju 2017 roku BTE we współpracy z Polskim Związkiem Esperantystów zorganizowali 36 Polski Kongres Esperanto w Białymstoku.
31 maja 2017 roku z inicjatywy organizacji w Białymstoku pojawiło się nowe ZEO, ulica Jakuba Szapiro.